# Eugeni Asencio
Eugeni Asencio (15 de junio de 1937), es un árbitro español, en la disciplina de waterpolo.

## Biografía
Se le considera el árbitro español de waterpolo más reconocido internacionalmente. Ha pitado la friolera cantidad de 432 partidos internacionales hasta su retirada en 1992 coincidiendo con las olimpiadas de Barcelona.
Eugeni comenzó jugando a waterpolo en el Club Natació Barcelona durante los años 50 y principios de los 60.  Jugaba como portero, compitió en la copa de Europa de clubes y llegó a ser integrante de la selección española entre los años 1959 y 1963.
Empezó su excepcional carrera de árbitro internacional en el Torneo de las seis naciones de Vesteros en Suecia 1969. Debutó en las olimpiadas de Múnich 1972. Entre los partidos más prestigiosos que ha pitado están tres finales: la del Campeonato del Mundo de Madrid 1986, la de los Juegos Olímpicos de Los Ángeles 1984 y la de Seúl 1988. 
Ha estado presente en un total de seis Juegos Olímpicos.
Fue el árbitro encargado de realizar el juramento durante los Juegos Olímpicos de Barcelona 1992, que fue el siguiente:
En nombre de todos los jueces y del personal oficial, prometemos que desarrollaremos nuestras funciones durante los presentes Juegos Olímpicos con la más estricta imparcialidad, respetando y cumpliendo sus reglamentos con auténtico espíritu deportivo.
El gobierno español en 2006 le hizo entrega a Eugeni Asencio de la “Real orden del Mérito” en reconocimiento a su dedicación y entrega al waterpolo.

## Participaciones en Copas del Mundo
- Juegos Olímpicos de Barcelona 1992
- Juegos Olímpicos de Seúl 1988
- Campeonato Mundial de Waterpolo Masculino de 1986
- Juegos Olímpicos de Los Ángeles 1984
- Juegos Olímpicos de Moscú 1980
- Juegos Olímpicos de Montreal 1976
- Juegos Olímpicos de Múnich 1972